# Sebastian Fabian Klonowic
Sebastian Fabian Klonowic (Sulmierzyce, 1545 körül – Lublin, 1602. augusztus 29.) lengyel költő. Különösen szatiráíról nevezetes. Leghíresebb verse A tutajos, melyet a Danzigba utazó lengyel tutajosoknak írt, hogy honvágyukat csillapítsa. Roxolánia című latin költeményében a ruszin tájék szépségeit írta le. Szatíráiban a lengyel nemesi hierarchiát és a jezsuitákat ostorozta, ezért sok üldöztetésben volt része.

## Nevezetesebb művei
- Victoria deorum. In qua continetur veri herois educatio (1587)
- Roxolania (1584)
- Żale nagrobne na ślachetnie urodzonego Pana Jana Kochanowskiego (1585)
- Flis, to jest Spuszczanie statków Wisłą i inszymi rzekami do niej przypadającymi (1595)
- Worek Judaszów to jest złe nabycie majętności (1600)
- Hebdomas, to jest Siedem tegodniowych piosnek wyjętych z pierwszych Ksiąg Moiżeszowych kapituły pierwszej, co którego dnia Pan Bóg stworzył i jako siódmego dnia odpoczynął, krótko zebranych przez Sebastyjana Klonowica z Sulimierzyc, pisarza ławicy lubelskiej. (Krakkó, 1581)